# Emanuel County
Emanuel County är ett administrativt område i delstaten Georgia, USA, med 22 598 invånare. Den administrativa huvudorten (county seat) är Swainsboro. 

## Geografi
Enligt United States Census Bureau har countyt en total area på 1 788 km². 1 776 km² av den arean är land och 12 km² är vatten.

### Angränsande countyn
- Jefferson County, Georgia - nord
- Jenkins County, Georgia - nordost
- Burke County, Georgia - nordost
- Candler County, Georgia - öst
- Tattnall County, Georgia - sydost
- Bulloch County, Georgia - sydost
- Montgomery County, Georgia - syd
- Toombs County, Georgia - syd
- Laurens County, Georgia - sydväst
- Johnson County, Georgia - väst
- Treutlen County, Georgia - väst